# Borgis (jednotka)
Borgis byla označením pro stupeň velikosti písma užívaného v typografii.
Jeden borgis je přibližně 3,384 milimetru, tj. 9 typografických bodů.
Slovo Borgis nebo Bourgeois pochází z francouzštiny a znamená "měšťan". Říká se, že toto jméno mu dal slavný francouzský tiskař Geofroy Tory, který v této velikosti písma tiskl malé, ale atraktivní knihy pro měšťanstvo. Samotná velikost písma byla poprvé použita v knize z Benátek v roce 1498. 
Velikosti písma mají v mnoha evropských jazycích různé názvy. Písma této velikosti se ve Francii nazývají Petit Romain, v Holandsku Garmond, v Anglii Bourgeois, ve Španělsku Breviario a v Itálii Gagliarda.